# 池下育子
池下育子（いけした いくこ、1953年- ）は、日本の産婦人科医。

## 人物・来歴
青森県生まれ。帝京大学医学部卒業後、帝京大学麻酔学教室助手として勤務。国立小児病院麻酔科を経て東京都立築地産院産婦人科へ。1991年同産院医長に就任。
1992年池下レディースクリニック銀座を開業。1999年、弟であり小児科医の宮野孝一と医療法人社団結草会を設立。
セックス・生理・更年期など女性の性に関する著作も多数ある。

## 著書
- 『Dr.IkukoのマタニティのびのびQ&A はつらつマタニティ・ガイドブック』 (Aiai books）学習研究社, 1987.9
- 『女性のストレスと体のトラブル ワーキングストレスを解消する』 (主婦の友健康ブックス)主婦の友社, 1990.7
- 『女性の『からだと心』安心事典 人に聞けない悩みを吹き飛ばす』日東書院, 1992.4
- 『心とからだにやさしいsex book』大和書房, 1993.4
- 『ストレスと私、上手につきあう』 (OL応援クリニック)実業之日本社, 1993.5
- 『女性のからだ 悩む前に知っておきたい』新星出版社, 1994.7
- 『池下育子の女の幸せ更年学 こころ療法とホルモン・漢方療法 あなたと考える、あなたとのり切る、あなたと分かち合う更年期』海竜社, 1994.8
- 『やさしい女性の医学 図解 いま、いちばん新しいladies clinic 生理・sex・気になる症状の悩みに答える』主婦と生活社, 1994.9
- 『からだの不安解消book なぜ?を知って、自分のからだを見つめてみよう レディースクリニック』ベストセラーズ, 1995.12
- 『明るく過ごす女性の更年期 症状をやわらげるホルモン補充療法と生活リフレッシュ術』日東書院, 1995.2
- 『働く女のストレス症候群 過労を防ぎ、いきいき働く体力をつけるために』 (女医さんシリーズ)主婦の友社, 1996.10
- 『女性のための心とからだカウンセリングブック』新星出版社, 1996.5
- 『きれいになる女の医学 心と体のための「読むカウンセリング」』講談社, 1997.5
- 『自律神経失調症がわかる本 気になる症状もこれで安心! 女性の体とライフステージ』日本文芸社, 1997.8
- 『セックス・ルネサンス 女はもっと美しくなる』マガジンハウス, 1998.1
- 『女の医学 娘に、妻に、そして母に』アドア出版, 1998.10
- 『生理不順と生理痛 あなたの生理は大丈夫ですか』法研, 1998.6
- 『婦人科でキレイになる!』小学館, 1999.11
- 『冷え性・貧血・低血圧 女性の悩み解決します』 (みんなの健康)三省堂, 2000.
- 『PMS(月経前症候群)と女性のからだ 生理前・生理中がラクになる』同文書院, 2000.5
- 『忙しくなると女は太る』青春出版社, 2001.12
- 『更年期障害 Q&A家庭のお医者さん』法研, 2001.7
- 『私たちのサティスファクション 女性産婦人科医がこっそり教える』扶桑社, 2002.10
- 『ハート・セラピー 働く女性の"心のコリ"注意報』 (小学館文庫) 2002.12
- 『やさしくわかる女性の医学』日本文芸社, 2003.2
- 『セックスできれいになる本』マキノ出版, 2003.3
- 『こころとからだに効くキレイの医学』海竜社, 2003.6
- 『きれいなカラダメディカルバイブル』 (ヴィレッジブックス) ソニー・マガジンズ, 2004.1
- 『ラブ&セーフティ・セックス 愛するふたり』日東書院, 2004.10
- 『妊活 いますぐはじめたい6つの習慣』総合法令出版, 2012.8
- 『あなたはなぜ痩せられないのか 産婦人科医がすすめる「一生モノのダイエット」』PHP研究所, 2013.10
- 『子宮を温め健康になる25の習慣』新星出版社, 2013.11
- 『50歳なのに35歳に見える女 (ひと) 65歳に見える女』PHP研究所, 2015.10

### 共著
- 『女性の医学ブック あなたの健康と美しさをまもる』安江育代共著. ナツメ社, 1992.8
- 『PMSの悩みがスッキリ楽になる本 イライラ、ケンカ、涙、頭痛、むくみ月経前症候群の対処法を知れば、恋愛、結婚、仕事がうまくいく!』石井希尚 対談. 東京書籍, 2012.4

### 監修
- 『図解性感染症対策マニュアル いんきんたむしから梅毒、淋病まで』渋谷雅彦共監修, 性感染症研究グループ編. 同文書院, 1999.4
- 『初めてのピル 安心して使える ピルの安心医学』監修. 宙出版, 1999.9
- 『心と体の疲れをいやす本』監修. ナツメ社, 2000.4
- 『わかりやすい女性の医学事典 女性の心・からだ・美しさへの悩みを解決』監修. ナツメ社, 2000.7
- 『2週間で脚やせできる本』 (ビタミン文庫)監修. マキノ出版, 2002.3
- 『図解雑学男と女からだのしくみ』監修. ナツメ社, 2003.5
- 『女性の医学百科』 (主婦の友新実用books :Clinic) 野末悦子共監修. 主婦の友社, 2003.7
- 『ハッピー・ベビーケア てるてる天使の育児百科』宮野孝一共監修, K.K.ファンタジー 編著. 学習研究社, 2004.6
- 『25才からの下腹部集中ダイエット』 (別冊家庭画報) 監修. 世界文化社, 2004.7
- 『子宮力アップレシピ 婦人科系トラブルを解消! 最近、心と体が不安定だと感じる女性に』 (7歳若返る健康法シリーズ) 監修,辻学園 料理監修. コナミデジタルエンタテインメント, 2007.3
- 『女性の病気百科 気になる体の悩みや症状がわかる』監修. 主婦の友社, 2008.9
- 『ボディリズムやせ日ダイエット 自然にやせる&女らしくなる!生理後2週間の集中プログラム』監修. グラフ社, 2010.2
- 『わたしたちの「女の子」レッスン はじめての生理ハンドブック 女子力UP!委員会』監修、 WILLこども知育研究所編著,金の星社, 2010.8
- 『もちろん女医が教える彼女にも読ませたいHOW TOオーガズム』監修. 文苑堂, 2011.11
- 『産後ママの心と体をケアする本 出産した女性が本当にしておきたい』宗田聡,原田優子,吉岡マコ共監修. 日東書院本社, 2012.3
- 『「ニオイ」は消える! あなたの体を変える新習慣』監修. アース・スターエンターテイメント, 2013.4
- 『大人女子的カラダのトリセツ 症状別のセルフケアで解決!』監修,朝日新聞出版編著. 朝日新聞出版, 2020.12

### 翻訳監修
- シャリ・リーバーマン『女性のためのサプリブック』監修,古草秀子訳. 集英社, 2001.12
- ミリアム・ストッパード『愛のヘルシー・セックス講座』 (Καρδια books) 監修, 矢沢サイエンスオフィス 訳. 朝日出版社, 2002.7
- ローラ・ドイル『本当は結婚したいのかも、と思いはじめたあなたへ』監修,結城かおる訳. 角川書店, 2003.9